# シャフト (2000年の映画)
『シャフト』（Shaft）は、2000年製作のアメリカ合衆国のアクション映画。1971年の『黒いジャガー』のリメイク作品である。2019年には続編がアメリカ合衆国で公開され、2週間後にはアメリカ以外の全世界でNetflixにより配信された。

## ストーリー
ニューヨーク市警察の刑事ジョン・シャフトは事件解決のためなら手段を選ばない男として知られている。ある夜、市内の高級バーの前で黒人青年が殴られて意識不明の重体となる事件が発生。シャフトは店内で被害者といざこざを起こしていた白人青年、ウォルター・ウェイド・Jrを犯人として逮捕する。逮捕直前に黒人青年が死亡したため、ウォルターは殺人罪で告発されたが、不動産王の息子である彼は父親の莫大な財力と政治力に物を言わせて保釈を勝ちとると、そのままスイスへ国外逃亡してしまった。しかも事件の重要証人であるウェイトレスのダイアンも姿を消してしまう。
それから2年後、シャフトは麻薬課の女刑事カーメンらとドミニカ人麻薬組織の精製工場に踏み込もうとしたが、事前に情報が漏洩していたため、捜索は空振りに終わった。このままでは収まらないシャフトは組織のボス、ピープルズを挑発して公務執行妨害で逮捕した。署へ戻ると、情報屋からスイスへ逃亡していたウォルターがプライベートジェットで極秘に帰国するという情報を得て、待ち伏せて再逮捕にこぎつけた。だが、再開された裁判でウォルターはまたしても父親の財力と権力に物を言わせ、再び保釈を認められるのだった。これに憤慨したシャフトは警察バッジを渾身の力で判事へ向けて投げつけると、刑事を辞めて独自に事件解決に乗り出すことを決意。まずは重要証人であるダイアンの行方を突きとめるべく、カーメンや貸しのあるタクシー運転手のラサーンらとともにニューヨークを奔走する。
一方、自由の身となったウォルターはシャフトへの復讐とダイアンの口封じのため、やはりシャフトへの逆恨みを募らせるピープルズと手を組んで策謀を巡らせるのだった。

## キャスト
※括弧内は日本語吹替
- ジョン・シャフト（英語版） - サミュエル・L・ジャクソン（手塚秀彰）
- カーメン・ヴァスケス - ヴァネッサ・ウィリアムス（山像かおり）
- ピープルズ・ヘルナンデス - ジェフリー・ライト（江原正士）
- ウォルター・ウェイド・Jr - クリスチャン・ベール（山野井仁）
- ラサーン - バスタ・ライムス（檀臣幸）
- ジャック・ロセリ - ダン・ヘダヤ（水野龍司）
- ダイアン・パルミエリ - トニ・コレット（佐藤しのぶ）
- アンクル・ジョン・シャフト - リチャード・ラウンドトゥリー（中博史）
- ジミー・グローヴス - ルーベン・サンチャゴ＝ハドソン（石住昭彦）
- カート・フレミング - ジョセフ・ソマー
- カーラ・ハワード - リン・シグペン（すずき紀子）
- ウォルター・ウェイド・Sr - フィリップ・ボスコ
- デニス・ブラッドフォード判事 - パット・ヒングル
- ルーガー - リー・ターゲセン（小室正幸）
- カーニー警部補 - ダニエル・フォン・バーゲン（長克己）
- ルシファー - フランシスコ・タベラス（桜井敏治）
- フランキー - リチャード・コッチャロ（乃村健次）
- マイキー - ロン・カステラノ（遠藤純一）
- レイモンド - フレディー・リックス（水内清光）
- トレイ・ハワード - メキ・ファイファー（高瀬右光）
- 入れ墨 - アンドレ・ヨロ（小形満）
- アイビー - キャサリン・ケルナー（中村千絵）
- テリー - ラネット・ウェア（児玉孝子）
- パルミエリ夫人 - アンジェラ・ピートロピント（藤原美央子）
- ミスターP - アイザック・ヘイズ（クレジットなし）